# Orbánhegy
Orbánhegy (egybeírva) Budapest egyik városrésze a XII. kerületben. Nevét az itt található Orbán-hegy után kapta.

## Fekvése
Határai: Gyöngyvirág út a Tündér utcától - Diana utca - Istenhegyi út - Németvölgyi út - Tamási Áron utca - Csorna utca  - Hangya utca - Költő utca - Tündér utca a Gyöngyvirág útig.

## Története
Szent Orbán (németül Urban), a szőlőművelők védőszentje után nevezték el a hegyet a környékbeli német telepesek. 1847-ben, Döbrentei Gábor dűlőkeresztelője alkalmából a 286 m magas hegy az addigi német Urbaniberg tükörfordításával kapta magyar nevét.
A 19. század végi nagy filoxérajárvány tönkretette a szőlőművelést ezen a környéken is.

## Filmekben, műalkotásokban
- Az orbánhegyi városrész több részlete (például a Stromfeld Aurél úti garázssor vagy az Orbánhegyi út és a Stromfeld Aurél út keresztezésének környéke) megjelenik Till Attila Pánik című filmjében: az említett helyszínek több külső jelenetben is egyértelműen azonosíthatóak.[2]